# Центральный район (Минск)
Центральный район (бел. Цэнтральны раён) — один из девяти районов городского подчинения Минска, который берёт начало в центре города и заканчивается на северо-западе столицы.
Площадь — 22 км², численность населения — 126 472 человек (2022).

## История
Центральный район образован в 1969 году (согласно Указу Президиума Верховного Совета Белорусской ССР от 25 июня 1969 года), в современных границах с 1977 года, однако в 2000 году к району присоединена часть Фрунзенского. В 2004 году к Центральному району были присоединены деревни Ржавец, Цнянка, Заря Революции, Зацень и посёлок Новинки.
За достижение в 2022 году наилучших показателей в сфере социально-экономического развития Центральный район города Минска признан победителем соревнования среди городов и районов в городах. Занесён на Республиканскую доску Почёта.
За достижение в 2023 году наилучших показателей в сфере социально-экономического развития Центральный район г. Минска (вместе с Ленинским районом г. Бреста и Московским районом г. Минска) признан победителем соревнования (среди городов и районов в городах) и занесён на Республиканскую доску Почёта.

## Население
Территория района — 2,2 тыс. га, в том числе 212 га зелёных насаждений (9,6 % от общей территории) и 395 га водной поверхности (18 %). Численность населения на 1 января 2022 года — 126 472 человек (6,3 % от общего населения Минска), плотность населения — 5 749 чел./км², что приблизительно равно средней плотности по Минску.
| Численность населения (по годам) | Численность населения (по годам) | Численность населения (по годам) | Численность населения (по годам) | Численность населения (по годам) | Численность населения (по годам) | Численность населения (по годам) | Численность населения (по годам) | Численность населения (по годам) | Численность населения (по годам) |
| 1996                             | 2000                             | 2001                             | 2002                             | 2003                             | 2004                             | 2005                             | 2006                             | 2007                             | 2008                             |
| -------------------------------- | -------------------------------- | -------------------------------- | -------------------------------- | -------------------------------- | -------------------------------- | -------------------------------- | -------------------------------- | -------------------------------- | -------------------------------- |
| 65 900                           | ↘ 64 709                         | ↗ 108 408                        | ↗ 108 653                        | ↘ 108 155                        | ↘ 107 694                        | ↗ 111 446                        | ↘ 110 723                        | ↘ 110 336                        | ↗ 110 861                        |
| 2009                             | 2010                             | 2011                             | 2012                             | 2013                             | 2014                             | 2015                             | 2016                             | 2017                             | 2018                             |
| ↗ 112 026                        | ↘ 111 605                        | ↘ 110 447                        | ↘ 109 328                        | ↘ 108 450                        | ↘ 107 992                        | ↗ 109 283                        | ↗ 112 412                        | ↗ 115 684                        | ↗ 118 257                        |
| 2019                             | 2020                             | 2021                             | 2022                             |                                  |                                  |                                  |                                  |                                  |                                  |
| ↗ 121 240                        | ↗ 124 280                        | ↗ 125 605                        | ↗ 126 472                        |                                  |                                  |                                  |                                  |                                  |                                  |

### Национальный состав
| Национальный состав (переписи 2009, 2019 гг.) | Национальный состав (переписи 2009, 2019 гг.) | Национальный состав (переписи 2009, 2019 гг.) | Национальный состав (переписи 2009, 2019 гг.) | Национальный состав (переписи 2009, 2019 гг.) | Национальный состав (переписи 2009, 2019 гг.) | Национальный состав (переписи 2009, 2019 гг.) | Национальный состав (переписи 2009, 2019 гг.) | Национальный состав (переписи 2009, 2019 гг.) | Национальный состав (переписи 2009, 2019 гг.) | Национальный состав (переписи 2009, 2019 гг.) | Национальный состав (переписи 2009, 2019 гг.) |
| Год                                           | Всего                                         | белорусы                                      | белорусы                                      | русские                                       | русские                                       | поляки                                        | поляки                                        | украинцы                                      | украинцы                                      | евреи                                         | евреи                                         |
| --------------------------------------------- | --------------------------------------------- | --------------------------------------------- | --------------------------------------------- | --------------------------------------------- | --------------------------------------------- | --------------------------------------------- | --------------------------------------------- | --------------------------------------------- | --------------------------------------------- | --------------------------------------------- | --------------------------------------------- |
| 2009                                          | 111 235                                       | 82 546                                        | 74,21 %                                       | 14 719                                        | 13,23 %                                       | 898                                           | 0,81 %                                        | 2066                                          | 1,86 %                                        | 589                                           | 0,53 %                                        |
| 2019                                          | 124 048                                       | 105 224                                       | 84,83 %                                       | 11 122                                        | 8,97 %                                        | 1 223                                         | 0.99 %                                        | 2 261                                         | 1,82 %                                        | 485                                           | 0,39 %                                        |

## География
В районе 212 га зелёных насаждений, 395 га водной поверхности. В районе расположен республиканский биологический заказник Лебяжий.
Расположен в центральной части города по берегам реки Свислочь и Комсомольского озера, на северо-западе от Октябрьской площади до кольцевой автодороги между улицами Карастояновой, Кропоткина, пр. Машерова, пр. Независимости, улицами Городской Вал, Романовская Слобода, Мельникайте и пр. Победителей. Основные магистрали — проспекты Независимости, Победителей, улицы Червякова, Орловская, Богдановича.
Апрель 2004 года — к району присоединены: деревни Ржавец, Цнянка, Заря Революции, пос. Новинки Минского района, а также «ТД Ждановичи». Граница Центрального района: от железнодорожной магистрали Минск—Молодечно по Минской кольцевой автомобильной дороге (включая транспортную развязку в районе проспекта Победителей), по полевой дороге по ул. Карастояновой, Кропоткина и проспекта Победителей, проспекту Независимости, ул. Городской вал, Романовская Слобода, Кальварийская, Тимирязева, Танковой и далее по железнодорожной магистрали Минск—Молодечно.

## Площади

Площадь Победы и монумент Победы

В районе расположено семь площадей:
- Площадь Государственного флага
- Площадь Победы
- Октябрьская площадь
- Площадь Свободы
- Площадь Парижской коммуны
- Юбилейная площадь
- Площадь 8 Марта.

## Предприятия
На территории района 14 промышленных предприятий, в том числе головные предприятия ОАО «Горизонт», ЗАО «Атлант», ЗАО «Милавица», «Минскхлебпром», пивзавод «Аливария», заводы опытный Минского конструкторско-технологического экспериментального института автомобильной промышленности, «Эталон», швейно-трикотажная фабрика; 13 строительных организаций; 22 проектных и научно-исследовательских института, в том числе «Белпромпроект», «Белгипроводхоз», «Белбыттехпроект», «Белколхозпроект», ГУ РНПЦ «Мать и дитя»  и др.

## Достопримечательности

Памятник пяти тысячам евреев, погибших 2 марта 1942 года

На территории Центрального района находится древний центр города, ведутся реставрационные работы по воссозданию облика исторического центра Минска.
На территории района установлены монумент Победы, памятник Янке Купале, памятник Максиму Богдановичу, памятник Марату Казею, Памятник пяти тысячам евреев погибших 2 марта 1942 года (мемориал «Яма»);
сохранились памятники архитектуры — монастырский комплекс иезуитов, монастырь бернардинцев, Свято-Духов собор, Петропавловский собор, дом масонов, дом-усадьба В. Ваньковича.
На территории района расположены две главные выставочные площадки города — павильоны Национального выставочного центра БелЭКСПО, Центральный детский парк им. Максима Горького.

## Транспорт
Полностью в границах района находится одна станция Минского метрополитена — «Немига» Автозаводской линии.
Также на территории района в будущем расположатся две станции третьей линии Минского метрополитена: «Профсоюзная» и «Переспа».